# Ostseeschnäpel
Der Ostseeschnäpel (Coregonus maraena), auch als Maräne oder Rindling bezeichnet, ist ein Fisch aus der Familie der Lachsfische, der zur Gattung der Felchen, Renken oder Maränen (Coregonus) gehört.

## Vorkommen und Merkmale
Der bis 1,20 m lange Fisch kommt an der vorpommerschen Boddenlandschaft der Ostseeküste Mecklenburg-Vorpommerns vor. Durch die Ansiedlungsprogramme der 90er Jahre ist die Art auch in der Darß-Zingster Boddenkette heimisch geworden.
Im November wechselt der Schnäpel zum Laichen von der offenen See in die brackigen Gewässer von Achterwasser, Peenestrom und Stettiner Haff zwischen dem Festland und der Insel Usedom. In der Darß-Zingster Boddenkette, insbesondere im Saaler Bodden, wurden nach einer Potenzialabschätzung ebenfalls Besatzmaßnahmen zur Neubegründung eines Bestands durchgeführt. Der Ostseeschnäpel wird auch in der Oder nachgewiesen. Zum Laichen benötigt der Schnäpel stark strömende und seichte Gewässer sowie steinigen oder kiesigen Grund. Im Frühjahr wandert der Schnäpel wieder in die freien Küstengewässer. Die Jungfische bleiben für ein Jahr in den Brackwassern, bevor sie den Elterntieren folgen.
Die im Jezioro Miedwie (Madüsee) vorkommende Madüsee-Maräne wird heute als eine Population des Ostseeschnäpels angesehen.

## Nutzung
Der Ostseeschnäpel fand früher Eingang in die Sagen- und Märchenwelt Pommerns und galt als „Arme-Leute-Fisch“. Nachdem er 1903 im französischen Le Guide Culinaire erwähnt wurde, fand er seinen Platz in den Feinschmeckerrestaurants Europas. Vor allem in den 1920er und 1930er Jahren wurde der Schnäpel unter dem Namen Steinlachs zum Modefisch in den gehobenen Restaurants an der Küste. In der DDR-Küstenfischerei verlor der Schnäpel an Bedeutung und fand als Beifang kaum Verwendung.
Wegen der verminderten Wasserqualität der Ostsee in den 1980er und 1990er Jahren ging der Bestand so dramatisch zurück, dass der Schnäpel kurz vor dem Aussterben stand. Durch ein Zuchtprogramm des Vereins Fisch und Umwelt in Rostock, unterstützt durch das Landwirtschaftsministerium Mecklenburg-Vorpommern und finanziert mit Fördermitteln der Europäischen Union, konnte sich der Bestand wieder erholen. Bei Waren an der Müritz werden unter Laborbedingungen Jungfische aufgezogen und seit 1996 in der Ostsee wieder ausgesetzt. Seit 1999 kann der Ostseeschnäpel wieder von Küstenfischern Usedoms gefangen werden. Vor allem wegen seines niedrigen Fettgehaltes findet der Schnäpel Verwendung in der regionalen Küche, auch unter der Bezeichnung Ostseesteinlachs.
Die Bestände des Ostseeschnäpels stiegen nach dem Beginn der Besatzmaßnahmen zunächst stark an, der Bestand ging aber anschließend wieder zurück. Dafür wurde unter anderem die intensive fischereiliche Nutzung verantwortlich gemacht. Es zeigte sich, dass die Reproduktion der Bestände nicht ausreicht, um das gegenwärtige Fangniveau, bei weiter steigender Nachfrage, beibehalten zu können. Es werden deshalb, neben kontinuierlichen Besatzmaßnahmen, auch Zuchten in Aquakultur im Binnenland durchgeführt. Besatzfische für die Küstengewässer werden im Cambser See und Jabeler See gezüchtet. Eine Zucht im Binnenland wurde in einer Teichanlage in Crivitz-Basthorst begründet.

## Gefährdung
Auf der Roten Liste der IUCN wird der Ostseeschnäpel mit VU (Vulnerable, englisch für gefährdet) klassifiziert.
In Deutschland gilt der Ostseeschnäpel als gefährdet. In der Roten Liste Brandenburgs wird der Ostseeschnäpel als stark gefährdet eingestuft.